# Øyer
Øyer é uma comuna da Noruega, com 640 km² de área e 4 870 habitantes (censo de 2004).         